# Diplectrum labarum
Diplectrum labarum är en fiskart som beskrevs av Richard H. Rosenblatt och Johnson, 1974. Diplectrum labarum ingår i släktet Diplectrum och familjen havsabborrfiskar. IUCN kategoriserar arten globalt som livskraftig. Inga underarter finns listade i Catalogue of Life.